# Camelini
Tribu
Les Camelini sont une tribu d’herbivores terrestres de la famille des Camelidae, endémique d’Asie, d’Amérique du Nord et d’Afrique, des fossiles sont connus depuis le Pliocène, soit 4,2 millions d’années.

## Liste des genres
Selon The Paleobiology database :
- Camelus Linnaeus, 1758

Selon d'autres sources[Lesquelles ?] :
- Camelus Linnaeus, 1758
- † Gigantocamelus Barbour & Schultz, 1939
- † Megacamelus Frick, 1929
- † Megatylopus Matthew & Cook, 1909
- † Paracamelus Schlosser, 1903
- † Procamelus Leidy, 1858
- † Titanotylopus Barbour & Schultz, 1934

## Référence
- Gray, 1821 : On the natural arrangement of vertebrose animals. London Medical Repository, vol. 15, n. 1, p. 296-310.